# Seed saving
In agricoltura e giardinaggio, il termine inglese seed saving indica la pratica di conservare semi di fiori e vegetali. La conservazione delle sementi era in passato una tradizione agricola finalizzata al mantenimento di fattorie e giardini; oggi invece le sementi vengono acquistate a seconda delle necessità e possono produrre dichiaratamente piante ibride, quindi l'attività di conservazione delle sementi è svolta solo da appassionati di giardinaggio o finalizzata a interessi ambientalistici. Chi pratica il seed saving è chiamato seed saver, letteralmente "conservatore di semi", cercatore e conservatore informale di vecchie varietà locali o di agrobiodiversità non autoctone soggette a fenomeni di erosione genetica, affinché non si estinguano.
Esistono nel mondo numerose organizzazioni non governative che organizzano reti di seed saver per lo scambio di semi.

## Storia
A causa delle esigenze di mercato e dell'impossibilità nel gestire troppe varietà, il numero delle cultivar si è via via ridotto. Questo processo, detto di erosione genetica, è stato agevolato dall'Unione europea con l'istituzione del registro dell'Ente nazionale sementi elette (ENSE), nel quale le aziende agricole sono tenute a registrare le cultivar in loro possesso. Il prezzo altissimo dell'iscrizione ha fatto sì che molte imprese minori abbandonassero i propri semi per adottare sementi già registrate. Tuttavia, gli stati membri hanno istituito banche genetiche, consistenti in celle frigorifere dove vengono conservati campioni delle varietà tradizionali. Molti semi, a causa della lunga attesa della semina, hanno perso la germinabilità, e con essa il loro bagaglio genetico unico e insostituibile.
Per opporsi in modo efficace all'erosione genetica che interessò tutto il Novecento, negli anni settanta è nato il movimento dei seed saver. Il loro intento è quello di preservare gli ortaggi rari e in via di estinzione riproducendo i semi ottenuti da orticoltori, soprattutto anziani, banche genetiche e ditte sementiere, ridistribuendoli a coloro che intendono moltiplicarli. Negli Stati Uniti questa tendenza si è coordinata nell'associazione Seed Saver Exchange. In Europa sono diffuse simili iniziative in Gran Bretagna (HDRA), Austria (Arche Noah) e Svizzera (Pro specie rara); in Francia, la piccola ditta sementiera Kokopelli si ispira ai principi del seed saving nella salvaguardia alla biodiversità.